# میوه‌چین سینه‌سیاه
میوه‌چین، میوه‌چین سینه‌سیاه یا شکارچی میوه (نام علمی: Chlamydochaera jefferyi)، یک گونه مرموز از پرندگان است که در حال حاضر با توکایان معمولی در تیرۀ توکایان (Turdidae) جای می‌گیرند. این گونه بومی جنگل‌های جزیره بورنئو در جنوب شرق آسیا است. 
میوه‌چین سینه‌سیاه توسط IUCN یک گونه تهدیدشده به شمار نمی‌رود. 
این گونه برای نخستین بار در سال 1887 توسط ریچارد باودلر شارپ بر اساس نمونه‌های نر و ماده جمع‌آوری شده از کوه کینابالو توصیف شد. 